# Aschenburg
Aschenburgh, ook Carali, De Wiekelaar, Chateau Blanc, De Grift en Chez Pierre genoemd, is een villa aan de Biltseweg 33 in Soest. De toegang bevindt tegenwoordig zich aan de Wieksloterweg.
De villa werd in 1886 gebouwd door de eigenaar van landgoed Pijnenburg. Het huis was een huwelijksgeschenk van H.A. Insinger voor zijn zoon Willem Alexander en diens vrouw Carolina. De destijdse naam 'Carali' was een samentrekking van de voornamen van het paar. De Biltseweg liep toen nog iets oostelijker waardoor Aschenburg ten westen van de Biltseweg in de gemeente Baarn stond. Na de verlegging kwam het in feite aan de Praamgracht in de gemeente Soest te staan. De Praamgracht werd vroeger de Grift genoemd.
Het pand werd in de jaren erna gebruikt als vakantieoord 'De Wiekelaar' en hotel 'Chateau Blanc'. In de Tweede Wereldoorlog werd het gebruikt als opslagruimte van meubilair en munitie. Na de oorlog werden er nog geallieerde militairen en repatrianten in ondergebracht. In de vijftiger jaren van de twintigste eeuw was het pand in gebruik als pension De Grift en sinds 1976 als restaurant 'Chez Pierre'. Nadat het nog een tijd als kantoor werd gebruikt kreeg het wit gepleisterde huis een woon- en kantoorfunctie.
Op het grote huis staat een met leien gedekt torentje met daarachter een aanbouw. Aan de voor-, achter- en rechterzijde is een omgaand terras met balkon. De oorspronkelijke luiken zijn vervangen door persiennes.